# Catharina Rysten
Heléne Catharina Rysten, född 16 juli 1955 i Halmstad, är en svensk poet. Hon studerade 1977 vid Halmstads fria målarskola och är sedan 1980-talet även verksam som bildkonstnär.
Om hennes första diktsamling Hunden under golvet (1989) skrev Svenska Dagbladets recensent Tommy Olofsson uppskattande: "Rysten är en romantiskt storvulen poet som glidflyger över historiska epoker och uppfyller sina dikter med en oöverskådlig mångfald. [...] Om det inte alltid är fråga om konstfull dikt, noga avvägd och rytmiskt genomarbetad, så rör det sig ändå om en bok som i sin helhet är underbar att läsa. Den är odisciplinerad utan att vara slarvig." Leif Nylén tog i sin recension i Dagens Nyheter fasta på hennes färgrika bildspråk och på sinnligheten i hennes poesi, men noterade även en "stilistisk osäkerhet och brist på ekonomi".
Enligt Ole Hessler i Dagens Nyheter skildrar hennes andra diktsamling, Ormsömn (1995), "ett jag i upplösning – ner till partikelnivå." Hessler imponeras av Rystens tveklöshet, men kallar också hennes diktning för "överhettad och adjektiviskt överarbetad." Han jämför samlingen med debuten och finner att mycket är sig likt, samtidigt som "den triviala verkligheten nu är helt försvunnen."
Tom Hedlund recenserade i SvD hennes tredje diktsamling, Under mitt leende (1998), där han noterade samspelet mellan jaget och omgivningen. Han skriver vidare: "Allt har en påtaglighet som vädjar till våra sinnen, men det är påtagligheten hos målningar, skulpturer eller filmer snarare än hos mänskliga kroppar. Allt är på något sätt tydliggörande och gåtskapande avbildning, allt vibrerar under ordens genomskinliga penseldrag." Även Ole Hessler i DN skrev uppskattande om Under mitt leende och Rystens "systematiska tumult". Han noterar gillande att "språklyckan" från de föregående samlingarna har "bantat ner sig och blivit något nästan anorektiskt", och kallar hennes dikter "små utsökta observationer av ett jag i färd med att spridas över världen."
Rysten är också publicerad i tidskriften Åttiotal och i Dagens Nyheter. Hon tilldelades 1995 tillsammans med skådespelaren Martin Odd kulturpris av kultur- och fritidsförvaltningen i Halmstad.